# Blepharodes candelarius
Blepharodes candelarius es una especie de mantis de la familia Empusidae.

## Distribución geográfica
Se encuentra en Etiopía, Somalia y Chad.